# Adams (månekrater)
 For alternative betydninger, se Adams (flertydig). (Se også artikler, som begynder med Adams)
Adams er et nedslagskrater på Månen, som ligger i det forrevne, sydøstlige område på Månens forside nær Månens rand. Det er opkaldt efter John Couch Adams (1819-1892), Charles Hitchcock Adams (1868-1951) og Walter Sydney Adams (1876-1956).
Navnet blev officielt tildelt af den Internationale Astronomiske Union (IAU) i 1970.

## Omgivelser
Adamskrateret ligger lige sydvest for Legendrekrateret. Mod nordvest findes Hase- og Petaviuskraterne, og sydvest for det ligger Furneriuskrateret.
Sydvest for Adamskrateret findes et system af riller, der kaldes Rimae Hase. Den længste af disse strækker sig i retning mod sydøst.

## Karakteristika
Adamskraterets rand er næsten cirkulær af form, men noget nedslidt af små, senere nedslagskratere. Der er et let udskåret fremspring ved væggens sydlige ende. Kraterbunden er uden særlige kendetegn, har ingen betydende forhøjninger og kun ganske små kratere fra senere nedslag.

## Satellitkratere
De kratere, som kaldes satellitter, er små kratere beliggende i eller nær hovedkrateret. Deres dannelse er sædvanligvis sket uafhængigt af dette, men de får samme navn som hovedkrateret med tilføjelse af et stort bogstav. På kort over Månen er det en konvention at identificere dem ved at placere dette bogstav på den side af satellitkraterets midte, som ligger nærmest hovedkrateret. Adamskrateret har følgende satellitkratere:
| Adams | Bredde  | Længde  | Diameter |
| ----- | ------- | ------- | -------- |
| B     | 31,5° S | 65,6° Ø | 28 km    |
| C     | 32,3° S | 65,5° Ø | 10 km    |
| D     | 32,5° S | 71,6° Ø | 42 km    |
| M     | 34,8° S | 69,2° Ø | 24 km    |
| P     | 35,2° S | 71,0° Ø | 24 km    |

## Måneatlas
- Billeder af Adamskrateret i LPI-måneatlasset